# Francesco Verla
Francesco Verla (Villaverla, 1470 – Rovereto, 1521) è stato un pittore italiano.

## Biografia

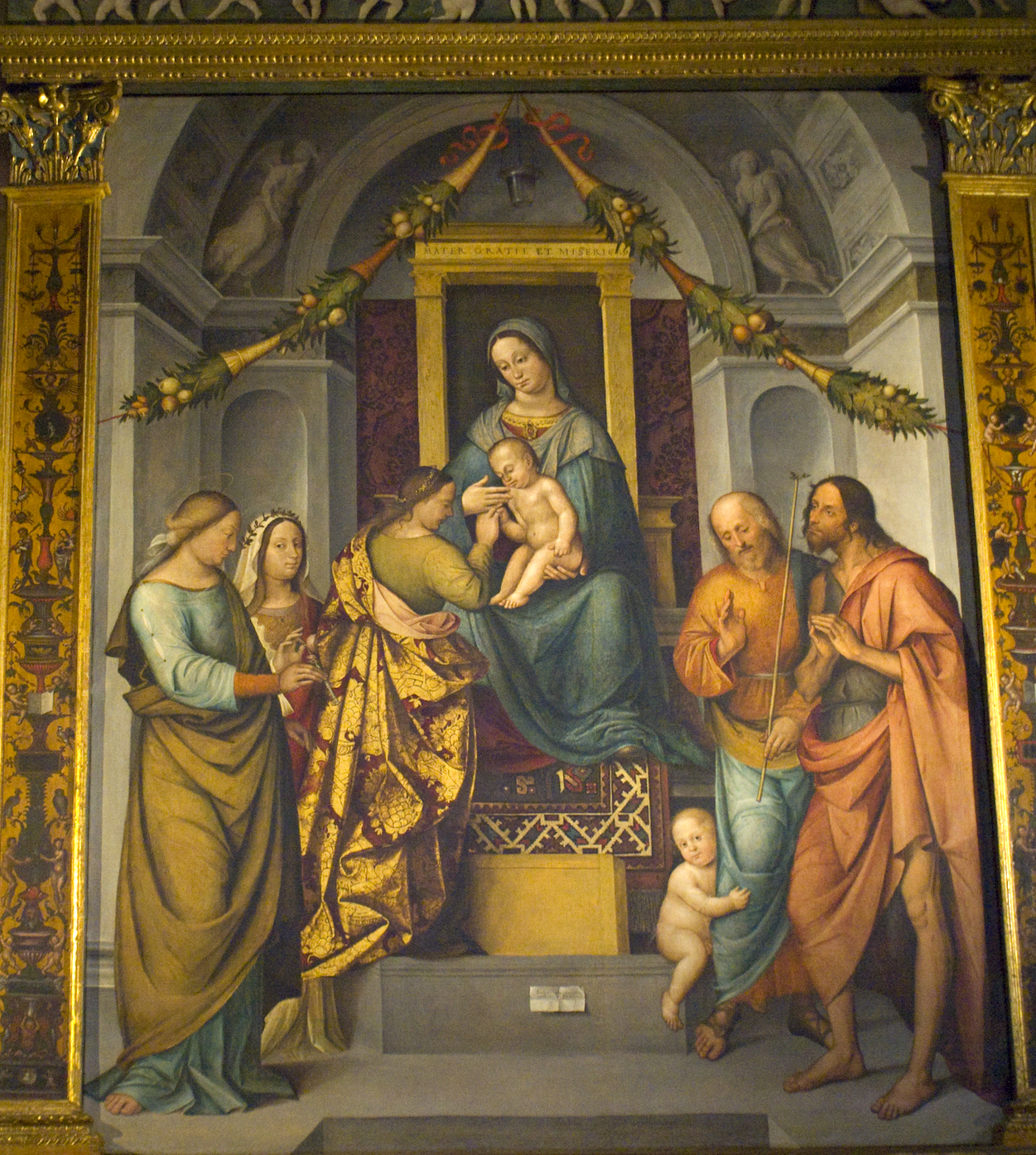
La parte centrale della pala Sposalizio mistico di santa Caterina, chiesa di San Francesco, Schio

Fu un pittore del Rinascimento, contemporaneo di Andrea Mantegna, di cui ricalcò lo stile. Seguace di Bartolomeo Montagna, la sua pittura fu influenzata anche dal Perugino, che conobbe personalmente nei primi del Cinquecento durante un soggiorno in Umbria; si spostò in seguito a Roma, visitò e studiò la Domus Aurea dove assimilò la tecnica della grottesca, che divenne in seguito uno dei motivi ornamentali caratteristici della sua pittura.
Rientrato a Vicenza dopo l'esperienza romana si trasferì prima a Schio e nel 1513 in Tirolo (attuale Trentino), dove operò in vari centri (Trento, Terlago, Seregnano, Calliano); si stabilì definitivamente presso Rovereto, dove morì.

## Opere
- Madonna col Bambino in trono e i santi Giuseppe e Francesco, olio su tela 1520, Milano, Pinacoteca di Brera. Il dipinto ricalca lo schema compositivo della Madonna della Vittoria del Mantegna[3].
- Sposalizio mistico di santa Caterina d'Alessandria, 1512, Schio, chiesa di San Francesco, considerato il capolavoro dell'artista.[4]
- Madonna con Gesù Bambino in trono e santi, 1515, Trento, Museo diocesano tridentino